# أنطونيا نافا دي كاتالان
أنطونيا نافا دي كاتالان (بالإسبانية: Antonia Nava de Catalán) هي عسكرية مكسيكية، ولدت في 18 نوفمبر 1779 في Tixtla ‏ في المكسيك، وتوفيت في 19 مارس 1843 في تشيلبانسينغو في المكسيك.

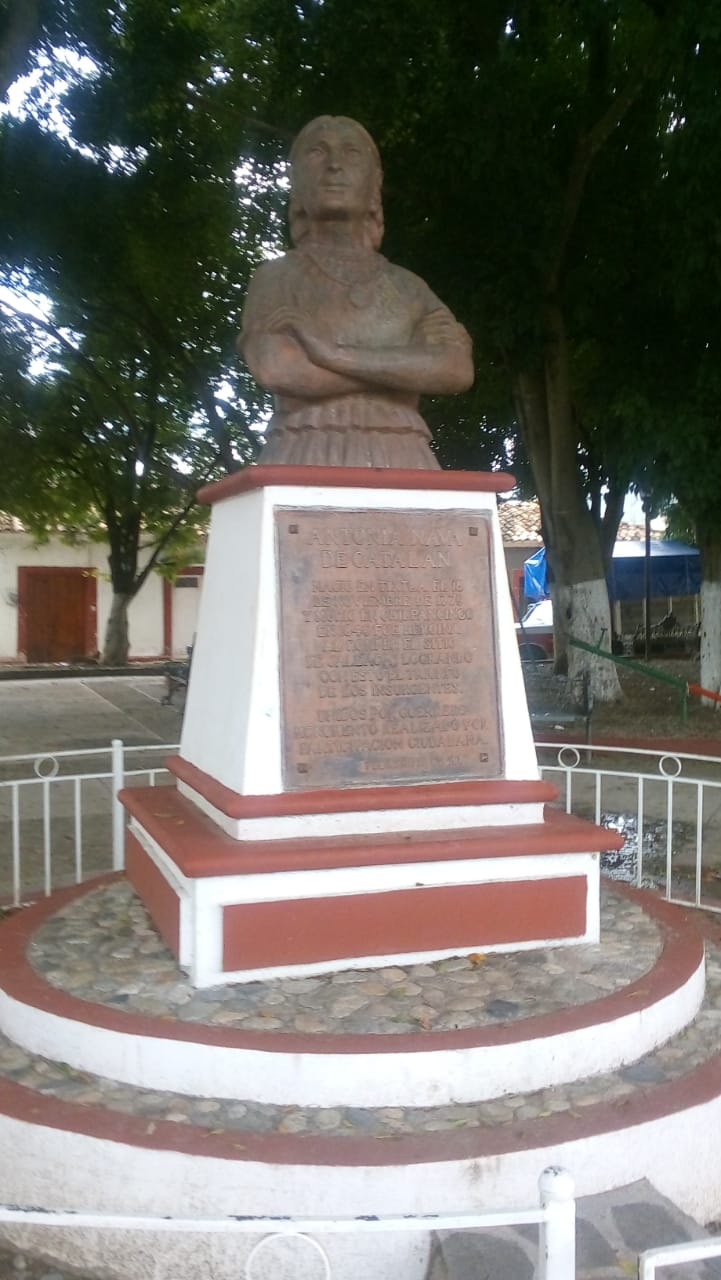
تمثال أنطونيا نافا دي كاتالان في تيكستلا دي غيريرو.